# Lista de primeiras-damas da cidade de São Paulo
Esta é a Lista de primeiras-damas da cidade de São Paulo. O cargo atualmente atualmente é ocupado por Regina Carnovale Nunes, esposa do atual prefeito Ricardo Nunes (MDB).
A lista inclui ainda os únicos homens a serem primeiros-cavalheiros do município, Eduardo Suplicy e Luis Favre, ambos foram casados com a ex-prefeita Marta Suplicy, que esteve como chefe do executivo municipal paulistano entre 1.º de janeiro de 2001 e 31 de dezembro de 2004.

## Lista de cônjuges
| Nº                  | Primeira-dama                              | Período                                            | Prefeito                          | Referências |
| ------------------- | ------------------------------------------ | -------------------------------------------------- | --------------------------------- | ----------- |
| 1                   | Maria Catarina da Costa Pinto              | 7 de janeiro de 1899 até 14 de junho de 1899       | Antônio da Silva Prado            |             |
| Prefeito viúvo      | Prefeito viúvo                             | 14 de junho de 1899 até 15 de janeiro de 1911      | Antônio da Silva Prado            |             |
| 2                   | Hedwiges de Azambuja Duprat                | 16 de janeiro de 1911 até 14 de janeiro de 1914    | Raimundo da Silva Duprat          |             |
| 3                   | Sophia Pereira de Sousa                    | 15 de janeiro de 1914 até 15 de agosto de 1919     | Washington Luís                   |             |
| 4                   | Maria Eugênia Rocha Azevedo                | 16 de agosto de 1919 até 15 de janeiro de 1920     | Álvaro Gomes da Rocha Azevedo     |             |
| 5                   | Cândida de Arruda Botelho                  | 16 de janeiro de 1920 até 15 de janeiro de 1926    | Firmiano de Morais Pinto          |             |
| Prefeito solteiro   | Prefeito solteiro                          | 16 de janeiro de 1926 até 24 de outubro de 1930    | José Pires do Rio                 |             |
| 6                   | Celina Rodrigues Alves Cardoso de Melo     | 24 de outubro de 1930 até 6 de dezembro de 1930    | José Joaquim Cardoso de Melo Neto |             |
| 7                   | Melanie Novais de Anhaia Melo              | 6 de dezembro de 1930 até 26 de julho de 1931      | Luís Inácio de Anhaia Melo        |             |
| 8                   | Hermantina Camargo Machado de Campos       | 26 de julho de 1931 até 14 de novembro de 1931     | Francisco Machado de Campos       |             |
| 9                   | Melanie Novais de Anhaia Melo              | 14 de novembro de 1931 até 5 de dezembro de 1931   | Luís Inácio de Anhaia Melo        |             |
| 10                  | Águeda Leite Guedes                        | 5 de dezembro de 1931 até 24 de maio de 1932       | Henrique Jorge Guedes             |             |
| 11                  | Carolina Penteado da Silva Teles           | 24 de maio de 1932 até 3 de outubro de 1932        | Gofredo Teixeira da Silva Teles   |             |
| 12                  | Maria Esther Ribeiro de Saboya             | 3 de outubro de 1932 até 29 de dezembro de 1932    | Artur Saboia                      |             |
| 13                  | Luísa Galvão Ramos                         | 29 de dezembro de 1932 até 2 de abril de 1933      | Teodoro Augusto Ramos             |             |
| 14                  | Maria Esther Ribeiro de Saboya             | 2 de abril de 1933 até 24 de maio de 1933          | Artur Saboia                      |             |
| 15                  | Ema Sicard Costa                           | 24 de maio de 1933 até 31 de julho de 1933         | Osvaldo Gomes da Costa            |             |
| 16                  | Yolanda Miami Gomes                        | 31 de julho de 1933 até 22 de agosto de 1933       | Carlos dos Santos Gomes           |             |
| 17                  | Julieta de Souza Queiroz de Assunção       | 22 de agosto de 1933 até 7 de setembro de 1934     | Antônio Carlos de Assunção        |             |
| 18                  | Renata Crespi Prado                        | 7 de setembro de 1934 até 1 de maio de 1938        | Fábio da Silva Prado              |             |
| 19                  | Maria de Lourdes Prestes Maia              | 1 de maio de 1938 até 11 de novembro de 1945       | Prestes Maia                      |             |
| 20                  | Marta Schlesinger                          | 11 de novembro de 1945 até 15 de março de 1947     | Abraão Ribeiro                    |             |
| 21                  | Rita Guimarães das Neves                   | 15 de março de 1947 até 29 de agosto de 1947       | Cristiano Stockler das Neves      |             |
| 22                  | Diva Fonseca Lauro                         | 29 de agosto de 1947 até 26 de agosto de 1948      | Paulo Lauro                       |             |
| 23                  | Ruth Veloso de Andrade Improta             | 26 de agosto de 1948 até 4 de janeiro de 1949      | Milton Improta                    |             |
| 24                  | Raimunda Cezith Moreira da Cunha           | 4 de janeiro de 1949 até 28 de fevereiro de 1950   | Asdrúbal da Cunha                 |             |
| 25                  | Iracema Prestes                            | 28 de fevereiro de 1950 até 1 de fevereiro de 1951 | Lineu Prestes                     |             |
| 26                  | Berta Rudolfina Tony Lahfeldt              | 1 de fevereiro de 1951 até 7 de abril de 1953      | Armando de Arruda Pereira         |             |
| 27                  | Eloá Quadros                               | 8 de abril de 1953 até 31 de janeiro de 1955       | Jânio Quadros                     |             |
| 28                  | Haydée Jabra Salem                         | 31 de janeiro de 1955 até 21 de junho de 1955      | William Salem                     |             |
| 29                  | Leonilda Lino de Matos                     | 22 de junho de 1955 até 13 de abril de 1956        | Juvenal Lino de Matos             |             |
| 30                  | Estela de Toledo Piza                      | 13 de abril de 1956 até 7 de abril de 1957         | Vladimir de Toledo Piza           |             |
| 31                  | Leonor Mendes de Barros                    | 8 de abril de 1957 até 7 de abril de 1961          | Ademar de Barros                  |             |
| 32                  | Maria de Lourdes Prestes Maia              | 8 de abril de 1961 até 7 de abril de 1965          | Prestes Maia                      |             |
| 33                  | Iolanda Faria Lima                         | 8 de abril de 1965 até 7 de abril de 1969          | José Vicente Faria Lima           |             |
| 34                  | Sylvia Maluf                               | 8 de abril de 1969 até 7 de abril de 1971          | Paulo Maluf                       |             |
| 35                  | Leda Figueiredo Ferraz                     | 8 de abril de 1971 até 22 de agosto de 1973        | José Carlos de Figueiredo Ferraz  |             |
| 36                  | Maria Dorothea Vita                        | 22 de agosto de 1973 até 27 de agosto de 1973      | Brasil Vita                       |             |
| 37                  | Marlene Cintra Colasuonno                  | 28 de agosto de 1973 até 16 de agosto de 1975      | Miguel Colasuonno                 |             |
| Prefeito viúvo      | Prefeito viúvo                             | 17 de agosto de 1975 até 11 de julho de 1979       | Olavo Setúbal                     |             |
| 38                  | Maria do Carmo Padovan de Barros           | 12 de julho de 1979 até 14 de maio de 1982         | Reinaldo de Barros                |             |
| 39                  | Jeannette Esper Curiati                    | 15 de maio de 1982 até 14 de março de 1983         | Antônio Salim Curiati             |             |
| 40                  | Dirce Zara Mello Lima                      | 15 de março de 1983 até 10 de maio de 1983         | Francisco Altino Lima             |             |
| 41                  | Lila Covas                                 | 11 de maio de 1983 até 31 de dezembro de 1985      | Mário Covas                       |             |
| 42                  | Eloá Quadros                               | 1 de janeiro de 1986 até 31 de dezembro de 1988    | Jânio Quadros                     |             |
| Prefeita solteira   | Prefeita solteira                          | 1 de janeiro de 1989 até 31 de dezembro de 1992    | Luiza Erundina                    |             |
| 43                  | Sylvia Maluf                               | 1 de janeiro de 1993 até 31 de dezembro de 1996    | Paulo Maluf                       |             |
| 44                  | Nicéia Pitta                               | 1 de janeiro de 1997 até 10 de março de 2000       | Celso Pitta                       |             |
| Prefeito divorciado | Prefeito divorciado                        | 10 de março de 2000 até 31 de dezembro de 2000     | Celso Pitta                       |             |
| —                   | Eduardo Suplicy (como primeiro-cavalheiro) | 1 de janeiro de 2001 até 16 de abril de 2001       | Marta Suplicy                     | [ 2 ]       |
| Prefeita divorciada | Prefeita divorciada                        | 16 de abril de 2001 até 20 de setembro de 2003     | Marta Suplicy                     |             |
| —                   | Luis Favre (como primeiro-cavalheiro)      | 20 de setembro de 2003 até 31 de dezembro de 2004  | Marta Suplicy                     | [ 3 ]       |
| 45                  | Mónica Serra                               | 1 de janeiro de 2005 até 31 de março de 2006       | José Serra                        | [ 4 ]       |
| Prefeito solteiro   | Prefeito solteiro                          | 31 de março de 2006 até 31 de dezembro de 2012     | Gilberto Kassab                   | [ 5 ]       |
| 46                  | Ana Estela Haddad                          | 1 de janeiro de 2013 até 31 de dezembro de 2016    | Fernando Haddad                   | [ 6 ]       |
| 47                  | Bia Doria                                  | 1 de janeiro de 2017 até 6 de abril de 2018        | João Doria                        | [ 7 ]       |
| Prefeito divorciado | Prefeito divorciado                        | 6 de abril de 2018 até 16 de maio de 2021          | Bruno Covas                       | [ 8 ]       |
| 48                  | Regina Carnovale Nunes                     | 16 de maio de 2021 até a atualidade                | Ricardo Nunes                     |             |